# Annemie Ramaekers
Annemie Ramaekers (Maasmechelen, 17 juni 1973) is een Belgisch freelance-journaliste en presentatrice.

## Journalistieke carrière
Annemie startte haar journalistieke carrière in 1997 bij Het Belang van Limburg.
In 1999 werd ze redactielid van Luk Alloo voor zijn VTM-programma Sterren en Kometen.
Vervolgens ging ze aan de slag bij De Vrije Pers, als journalist voor het vrouwenblad LOLA (2000).
Ze keerde terug naar Het Belang van Limburg, waar ze in 2001 opnieuw werd weggehaald door Het Laatste Nieuws.
Annemie schreef er 10 jaar voor de showbizzpagina's VIPS en TV. In oktober 2011 verliet ze op eigen initiatief de krant. 
Sinds 2012 schrijft ze opnieuw voor Het Belang van Limburg. Ze werd ook het uithangbord van HALLO, het showbizzmagazine van de krant.

## Televisiecarrière
In 2002 was Ramaekers te zien als jurylid in het TV1-programma Eurosong, gepresenteerd door Bart Peeters. Datzelfde jaar werd ze samen met Reinhilde Weyns en Mieke Dobbels presentatrice van het praatprogramma Zij aan Zij, eveneens op TV1. In 2004 trad Ramaekers op als showbizzspecialiste in VIJFLaat, het praatprogramma van Marlène de Wouters op VIJFtv. In 2005 was ze te zien als mediawatcher in het showbizzmagazine VIPS, gepresenteerd door Rani De Coninck. Sinds 2008 is Ramaekers aan de slag bij de regionale zender TVL, waar ze de programma's Tjing Tjing en  Tjing Tjing Wonen presenteert. Dit presentatiewerk combineert ze sinds 2012 met haar job bij Het Belang van Limburg. Sinds september 2015 is ze te zien bij ATV voor het programma Relax.